# ديك ميلر
ديك ميلر (بالإنجليزية: Dick Miller)‏ (و. 1928 – م) هو ممثل، وممثل صوت، وكاتب سيناريو، وممثل تعبيري، وممثل تلفزيوني، من الولايات المتحدة الأمريكية، ولد في مدينة نيويورك.

## التعليم
تعلم في جامعة كولومبيا، وكلية مدينة نيويورك.

## وصلات خارجية
- ديك ميلر على موقع IMDb (الإنجليزية)
- ديك ميلر على موقع روتن توميتوز (الإنجليزية)
- ديك ميلر على موقع ألو سيني (الفرنسية)
- ديك ميلر على موقع تيرنر كلاسيك موفيز (الإنجليزية)
- ديك ميلر على موقع أول موفي (الإنجليزية)
- ديك ميلر على موقع أول موفي (الإنجليزية)
- ديك ميلر على موقع قاعدة بيانات الأفلام السويدية (السويدية)
- ديك ميلر على موقع إن إن دي بي (الإنجليزية)
- ديك ميلر على موقع قاعدة بيانات الفيلم (الإنجليزية)
- ديك ميلر على موقع كينوبويسك (الروسية)